# Trachypithecus francoisi
Langur de François
Espèce
Statut de conservation UICN

 EN A2cd : En danger
 C2a 
Statut CITES
Le Semnopithèque de François ou Langur de François (Trachypithecus francoisi) est une espèce de singes appartenant à la famille des Cercopithecidae.

## Dénominations
Il doit son nom « Langur de François » au diplomate et photographe français Auguste François et à la ville de Longzhou en Chine où il était en poste à la fin du XIXe siècle.
Les anglophones le nomment François' langur ou François' leaf monkey, les germanophones Tonkin-Languren et les sinophones 黑叶猴.

## Caractéristiques

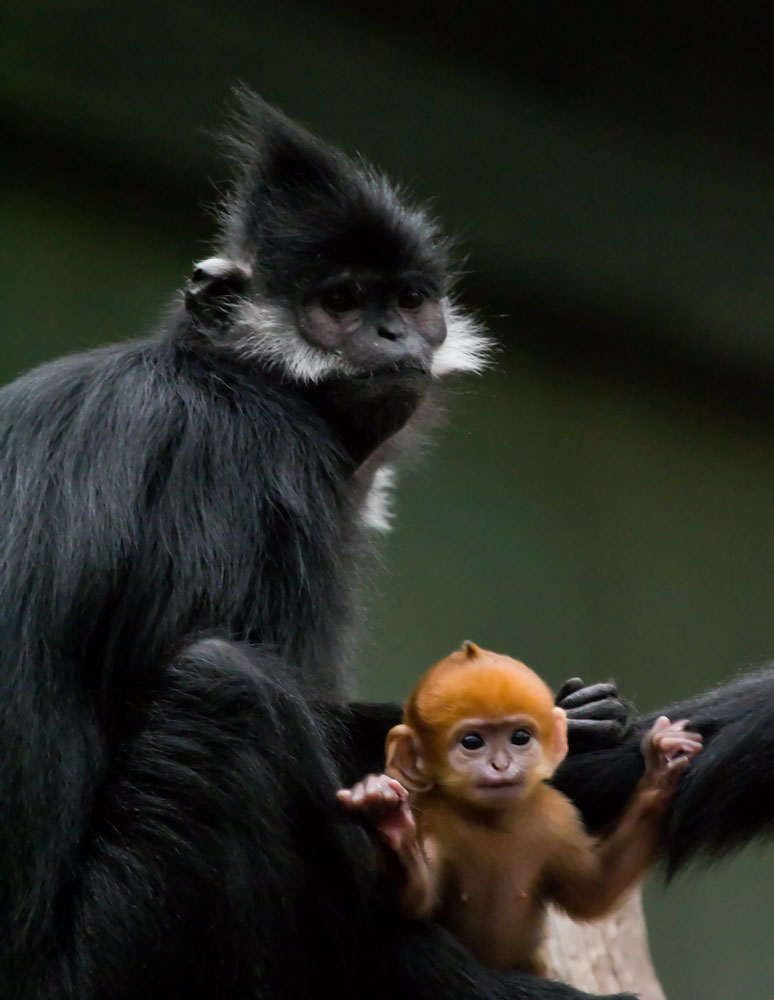
Semnopithèque de François et son petit.

Les mâles, avec une longueur moyenne de corps de 57 cm, sont légèrement plus grands que les femelles, qui atteignent en moyenne 55 cm ; la queue mesure environ 85 cm. Les singes adultes pèsent 5,9 kg.
La couleur de la robe varie du brun uniforme au noir ou au gris foncé. Une bande blanche s'étend du coin de la bouche jusqu'aux oreilles. Les poils de la tête sont légèrement inclinés vers l'avant. Les petits sont de couleur jaune d'or avec une queue noire, ce qui les différencie du Langur à capuchon (Trachypithecus pileatus) .
La tête est relativement petite, la queue est longue, droite et noire avec une pointe blanche. Les pattes avant sont beaucoup plus courtes que les pattes arrière, les mains et les pieds sont sans poils, ce qui leur permet de saisir les branches et les brindilles de manière sûre et puissante. Les pouces sont bien développés, opposables et beaucoup plus courts que les pouces du genre Pileatus.

## Écologie et comportement
La structure sociale avec des groupes composés d'un seul mâle s'accouplant avec toutes les femelles est plutôt l'exception dans le genre Trachypithecus, où prédominent davantage de groupes masculins. Les jeunes mâles formeraient des groupes, puis s'attaqueraient aux mâles dominants pour tenter de prendre leur place.

## Habitat et répartition
L'habitat préféré des langurs de François est une topographie karstique avec falaises calcaires et grottes de zones tropicales et subtropicales. En vivant sur ces falaises de calcaire, le langur trouve des avantages pour le couchage, ainsi il réduit considérablement son taux de prédation. Ils dorment soit sur des corniches ou dans des grottes ce qu'ils préfèrent. Les langurs de François sont également connus pour trouver dans les forêts à feuilles persistantes des aires de sommeil dans les zones où le terrain est au-dessus de 16 °C. Ils présentent un comportement cryptique, discrets et se camouflant, et sont très vigilants à l'entrée de la grotte pour le repos. En outre, ils lancent un fort appel pour déclarer leur espace territorial. Ils choisissent des sites de couchage proches des sites d'alimentation potentiels, afin de conserver leur énergie et de réduire leurs déplacements. Les sites de couchage ne sont pas situés au cœur des sites d'alimentation, mais sont à une distance raisonnable, car les sites de nidification et d'alimentation préférés ne s'alignent pas complètement les uns avec les autres. Quand ils vont à la recherche de nourriture, ils ont tendance à voyager le long de la même route et retournent au même site de sommeil des nuits consécutives pour éviter la prédation. Les langurs de François sont connus pour avoir environ 6 à 10 sites de sommeil régulièrement utilisés à divers moments de l'année en raison des fluctuations des ressources en eau et en nourriture.
Les langurs de François ont une gamme restreinte de zones dans lesquelles ils peuvent habiter. Ils sont trouvés principalement dans le sud-ouest de la Chine et le nord du Vietnam. La majorité des études scientifiques sur le langur de François dans la nature ont lieu dans la réserve naturelle de Nonggang et la réserve naturelle de Fusui dans la province du Guangxi, en Chine. La taille moyenne du domaine vital de cette espèce est 19 hectares et la taille de son domaine de jour est de 341 à 577 m2. En général, la faible qualité de son régime phyllophage entraîne un stress nutritionnel, une taille de domaine vital plus petite et un temps de trajet quotidien réduit. Le plus grand groupe de langurs de François signalé comptait de 500 à 600 individus et a été trouvé dans la réserve naturelle nationale de Mayanghe en Chine dans la province de Guizhou. La taille moyenne des groupes varie de 4 à 27 individus. La réserve naturelle de Fusui a rapporté en 2009 que la population de langur de François avait diminué de 73 % au cours des cinq années précédentes, réduisant ainsi encore plus sa répartition.

## Classification
Ce primate est signalé pour la première fois par Auguste François, qui les observe sur des falaises le long de la rivière Longkiang. Il mentionne « des nuées de petits singes noirs à longue queue et à tête noire ». L'espèce est décrite pour la première fois en 1898 par Eugène de Pousargues (1856-1901) qui a capturé des spécimens à Longzhou, dans le sud de la province du Guangxi.

## Menaces et conservation
Seuls cinq spécimens sont nés en captivité, dont quatre en Europe. La cinquième naissance intervient en mars 2020 en France, dans le jardin zoologique du muséum de Besançon.